# جنگجویان صلیبی (فیلم ۲۰۰۱)
«جنگ‌های صلیبی» (انگلیسی: The Crusaders (2001 film)) یک فیلم است که در سال ۲۰۰۱ منتشر شد. از بازیگران آن می‌توان به آلساندرو گازمن و فرانکو نرو اشاره کرد.